# Rastislav Bero
Rastislav Bero (* 7. června 1935 Brezno) je slovenský architekt a fotograf.

## Životopis
V roce 1953 ukončil studium na gymnáziu v Brezně, 1960 studium na Fakultě architektury SVŠT v Bratislavě, Ing. Byl zaměstnán jako projektant na Projektovém ústavu kultury v Banské Bystrici. Fotografuje od roku 1972. Těžištěm jeho práce je krajina, hlavně vysokohorská, zajímá se o živou fotografii a o portréty, zejména ze světa hudby. Ilustroval knihy vydavatelství Slovenský spisovateľ.